# Tvistemål
Ett tvistemål eller civilmål är i svensk rätt de mål där allmän domstol handlägger och avgör frågor mellan enskilda parter som inte kan komma överens. Den som väcker talan mot någon i ett tvistemål betecknas kärande och motparten betecknas svarande. Några av de vanligaste tvisterna är kravmål, konsumenttvister och familjetvister. Tvistemålen delas in i dispositiva och indispositiva mål. Trots att begreppsparet är vanligt i förarbeten, domar och doktrin används det inte i lagtext. Rättegångsbalken urskiljer de dispositiva tvistemålen på så sätt att om saken är sådan, att förlikning är tillåten, vilket omfattar i stort sett hela förmögenhetsrätten så är målet dispositivt.
Motsatsvis, e contrario, är indispositiva mål sådana som inte får förlikas. I dessa mål anser sig staten ha ett sådant intresse i själva sakfrågan att en av de enskilda parterna inte kan avgöra tvisten själva. Ett exempel på detta är mål om äktenskapsskillnad. Även om en parterna efter stämningen vill förlikas är det endast en domstol som kan besluta i frågan. 